# Yotsukaido
Yotsukaidō (japanska: 四街道市?, Yotsukaidō-shi) är en stad i den japanska prefekturen Chiba på den östra delen av ön Honshu. Den är belägen strax norr om Chiba och ingår i Tokyos storstadsområde. Yotsukaido fick stadsrättigheter 1 april 1981.

## Externa länkar

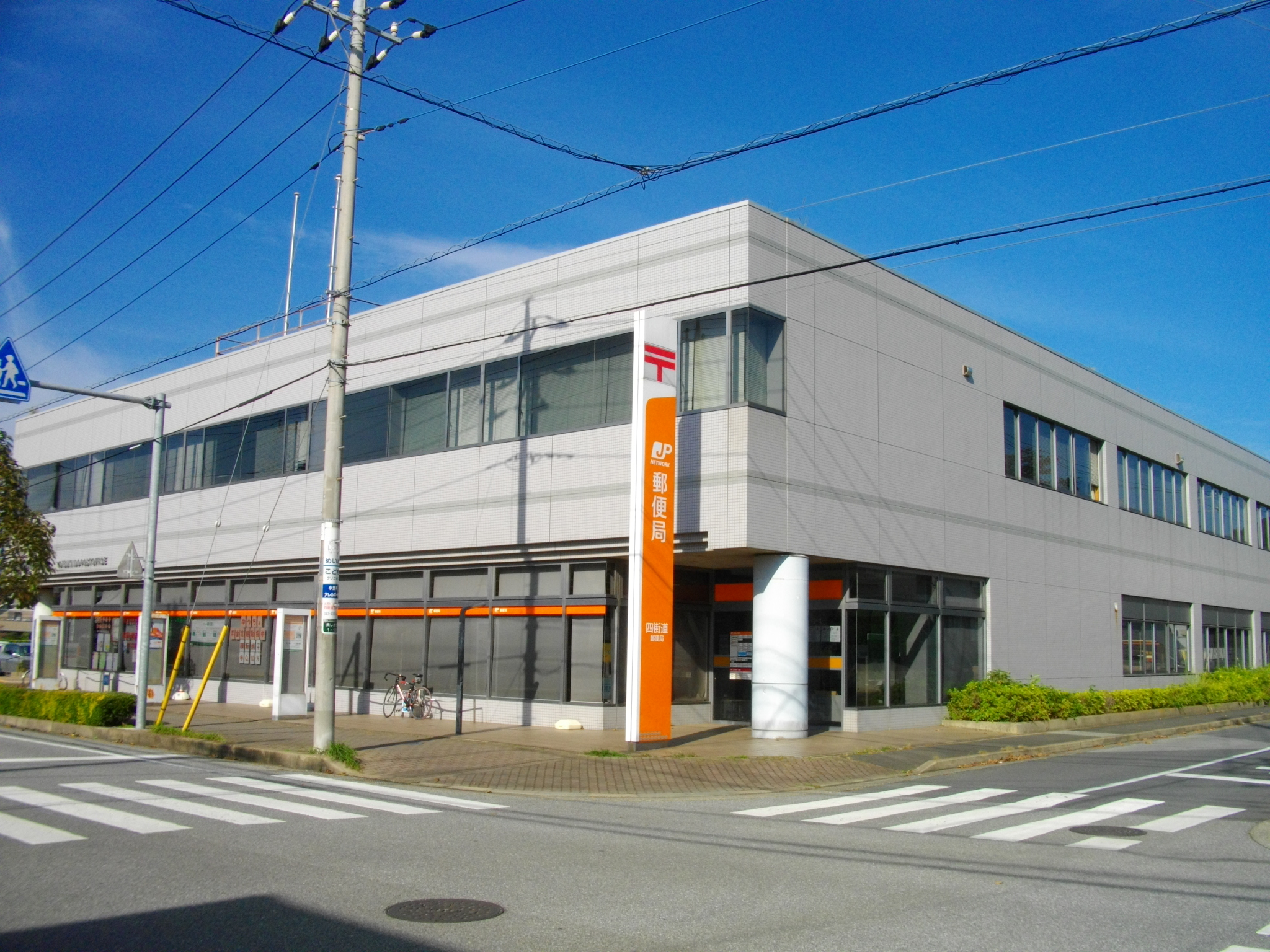
Posthuset i Yotsukaido